# Cândido Xavier de Abreu Viana
Cândido Xavier de Abreu Viana, (Lisboa, S.d. 1819 - Covilhã, 20 de Agosto de 1901), foi um oficial do Exército Português, no qual atingiu o posto de General.
Fizeram Cândido Xavier de Abreu Viana um dos mais importantes militares do período da monarquia constitucional portuguesa, influenciando de forma substancial o rumo dos acontecimentos militares em Portugal ao longo de meio século. Entre outros cargos e honrarias, foi general do exército, par do reino, conselheiro de estado efectivo, vogal do Supremo Conselho de Justiça Militar. Dedicou-se ao estudo de temas filosóficos e da guerra moderna.

## Biografia
Oriundo de uma família militar e nobre, pelo lado materno e  com ligações ao ramo da família Abreu da Covilhã, Filho de  José Joaquim  Viana e Maria Leonor de Abreu, oficial militar e irmão mais novo do General José Joaquim de Abreu Viana.
O militar das Beiras Gracia Eça Telles de Abreu era seu tio-avô. Destinado a seguir a vida militar como toda a família do Ramo (Abreu). Frequentou o Colégio Militar, com 17 anos de idade, em 1836 matriculou-se na Escola do Exército, foi promovido a alferes em 27 de Dezembro de 1839. Assentou praça no Regimento de Infantaria n.º 1, depois no Regimento de Granadeiros da Rainha, unidade de elite criada em 1842, responsável pela guarda pessoal da Rainha D. Maria II. 
Em 12 de Julho de 1843 a Rainha D. Maria II concede-lhe o título nobiliárquico de Barão do Socorro
Em 1866 como capitão é nomeado pelo General de Brigada D. António José de Melo, chefe da 1ª Direcção do Ministério da Guerra, da comissão para a Asseiceira do futuro campo de Tancos, constituída pelos capitães Cândido Xavier de Abreu Viana e Joaquim José Porfírio Correia.
1885, Janeiro, 13 -  Viseu  Comandante da 2ª. Divisão Militar
Era conhecido por ter sido frontal com a Monarquia, assumiu as funções de Comandante do Exército Real (CEME - Chefe do Estado-Maior do Exército) de 1886 a 1890. Iniciado na Maçonaria pela mão do seu padrinho maçónico Dr. José J.A. de Moura Coutinho .
Membro da Liga Liberal, com o seu irmão General José Joaquim de Abreu Viana e seu primo pelo lado da sua mãe João Crisóstomo de Abreu e Sousa
Era casado com Maria Adelaide da Castro, de quem teve uma filha, D. Joana Castro de Abreu Viana.
A sua filha não teve descendência, o seu familiar mais próximo vivo é Carlos Alberto de Jesus Abreu (militar de Abril) seu sobrinho-bisneto. 